# Joe Musgrove
Joseph Anthony "Joe" Musgrove, född den 4 december 1992 i El Cajon i Kalifornien, är en amerikansk professionell basebollspelare som spelar för San Diego Padres i Major League Baseball (MLB). Musgrove är högerhänt pitcher.
Musgrove har tidigare spelat för Houston Astros (2016–2017) och Pittsburgh Pirates (2018–2020). Han har vunnit World Series en gång och tagits ut till MLB:s all star-match en gång. I april 2021 pitchade han den första no-hittern i Padres historia.

## Karriär
Musgrove draftades av Toronto Blue Jays 2011 som 46:e spelare totalt, men han hade för avsikt att studera vid San Diego State University. Blue Jays erbjöd honom 500 000 amerikanska dollar i kontant bonus för att inte studera vid universitetet, vilket Musgrove accepterade och skrev på ett kontrakt med klubben. Han fick dock aldrig spela för Blue Jays eftersom han året efter blev bortskickad till Houston Astros i en trejd med bland andra J.A. Happ. Efter flera år i farmarligorna debuterade Musgrove i MLB den 2 augusti 2016.
Musgrove vann World Series med Astros 2017. Inför nästföljande säsong trejdades han till Pittsburgh Pirates tillsammans med flera andra spelare i utbyte mot Gerrit Cole.
Efter tre säsonger för Pirates trejdades Musgrove till San Diego Padres i en stor bytesaffär som även inkluderade New York Mets.
Den 9 april 2021 pitchade Musgrove en no-hitter i en match mot Texas Rangers, Padres första no-hitter någonsin efter 8 206 grundseriematcher. Året efter togs han ut till MLB:s all star-match för första gången. I augusti samma år kom han och Padres överens om en femårig kontraktsförlängning, till och med 2027, som rapporterades vara värd 100 miljoner dollar.